# Cassia megye
Cassia megye az Amerikai Egyesült Államokban, azon belül Idaho államban található. Megyeszékhelye és legnagyobb városa Burley. Lakosainak száma 24 655 fő (2020. április 1.). Cassia megye Minidoka, Box Elder, Jerome, Elko, Twin Falls, Blaine, Power és Oneida megyékkel határos.

## Népesség
A megye népességének változása:
| Lakosok száma | 23 069 | 23 137 | 23 255 | 23 331 | 23 506 | 24 655 |
|               | 2010   | 2011   | 2012   | 2013   | 2015   | 2020   |